# اسلم دانک

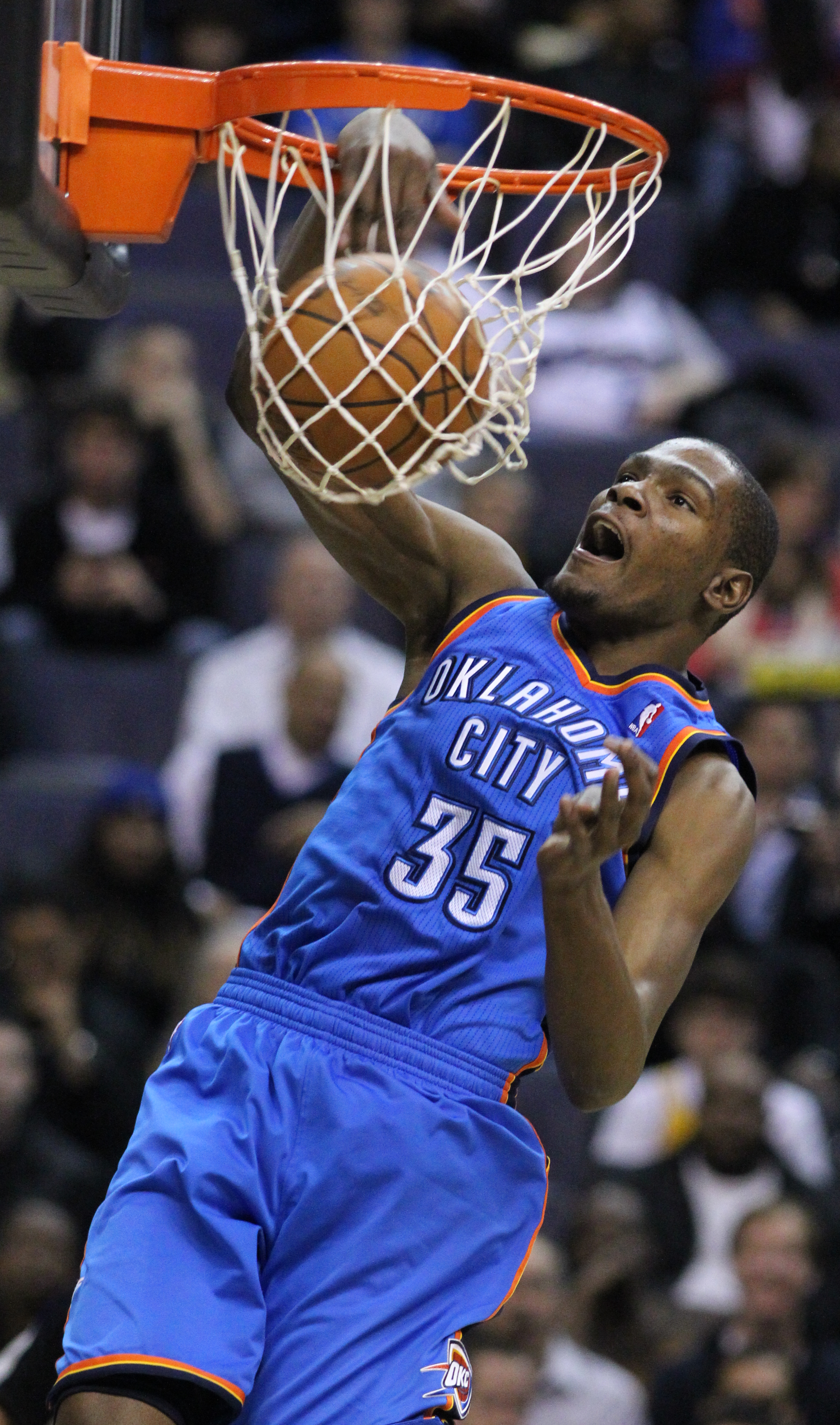
کوین دورانت در هنگام دانک زدن

اسلم دانک (به انگلیسی: Slam dunk) یا به سادگی دانک، نوعی شوت در بازی بسکتبال است که بازیکن در هوا پریده و با دو یا یک دست لبه‌های حلقه بسکتبال را گرفته و توپ را در داخل آن قرار می‌دهد. اگر موفقیت‌آمیز باشد، دو امتیاز ارزش دارد. چنین پرتابی به عنوان «دانک شات» شناخته می‌شد تا زمانیکه واژه اسلم دانک توسط گزارشگر سابق لس آنجلس لیکرز، چیک هِرن ابداع شد.